# Adeloneivaia schubarti
Adeloneivaia schubarti is een vlinder uit de familie nachtpauwogen (Saturniidae), onderfamilie Ceratocampinae.
De wetenschappelijke naam van de soort is voor het eerst geldig gepubliceerd door Rego Barros & Mielke in 1970.